# بایشلینگن
بایشلینگن (به آلمانی: Beichlingen) یک شهر در آلمان است که در سومردا واقع شده‌است. بایشلینگن ۵۷۸ نفر جمعیت دارد.